# Anthomyia albostriata
Anthomyia albostriata este o specie de muște din genul Anthomyia, familia Anthomyiidae. A fost descrisă pentru prima dată de Wulp în anul 1883. Conform Catalogue of Life specia Anthomyia albostriata nu are subspecii cunoscute.